# Kapellestraat (Oostende)
De Kapellestraat is de drukste winkelstraat van de Belgische badstad Oostende. De Kapellestraat trekt wekelijks 100.000 bezoekers.
De Kapellestraat is een autovrije winkelstraat met een groot aanbod en aangrenzende winkelstraten. Ze herbergt meer dan 30 kleine, grote en internationale winkels. De straat heeft een recht tracé en loopt van het Mercatordok in het zuiden tot aan het Wapenplein in het noorden. De straat heeft een breed gedeelte tussen de Vindictivelaan en de Jozef II-straat en een smaller gedeelte tussen de Jozef II-straat en het Wapenplein. Eind 2007 werd de Kapellestraat uitgeroepen tot beste winkelstraat van België.
De straat is vernoemd naar een ondertussen verdwenen kapel uit midden de 17de eeuw, die zich tussen de Ooststraat en de Sint-Paulusstraat bevond. De straat liep aanvankelijk van het Wapenplein naar de zuidelijke vestingen, waar nu de Jozef II-straat loopt. Bij de stadsuitbreidingen van 1781-1782 werd ze verder zuidwaarts doorgetrokken tot aan de toenmalige Keizerskaai (nu de Vindictivelaan) aan de handelsdokken. De oudste overblijvende bebouwing langs de straat bestaat uit panden uit het laatste kwart van de 19de eeuw. Verder komt ook bebouwing uit het interbellum voor, net als wederopbouw na de Tweede Wereldoorlog naar vooroorlogs model.
Medio jaren 1970 werd de auto uit de Kapellestraat gebannen door de heraanleg tot winkel-wandelstraat. In 2004 volgde een grondige renovatie en heraanleg van gevel tot gevel.

## Gebouwen
Enkele van de oude panden in de Kapellestraat zijn als monument beschermd.
- Kapellestraat 1, op de hoek met de Sint-Sebastiaanstraat: een appartementsgebouw van zes bouwlagen. Het werd in 1924-1925 opgetrokken in een romantiserende art-decostijl.
- Kapellestraat 17: een neoclassicistisch rijhuis van drie traveeën en drie bouwlagen. Het werd in 1837 gebouwd. In het begin van de 20ste eeuw werd de gevel bekleed met geglazuurde siersteen en tegelpanelen in de toenmalige art-nouveaustijl. De panelen stellen een vrouwenfiguur met pauw voor.
- Kapellestraat 72: een art-nouveauhuis uit 1907
- Kapellestraat 35, 35A en 35B: een voormalig herenhuis, gedateerd 1887. Het is opgetrokken in neoclassicistische stijl.
- Feest- en Kultuurpaleis

## Trivia
De straat is opgenomen in de Belgische editie van het bordspel Monopoly.